# Батуз
Батуз е аржентинско-американски художник и активист за мир.

## Биография
Роден е в Будапеща на 27 май 1933 г. В началото на Втората световна война се изселва със семейството си в Австрия, а след войната се преселват в Аржентина. Там е инвалидизиран за година и тогава започва да се занимава с живопис. След като става известен художник, от средата на 1970-те години работи в САЩ, Германия и отново в САЩ.
Той е основателят на неформалната организация Société Imaginaire, стремяща се към културен диалог и запазване на ценностите в обществото. За реализирането на идеите на Батуз спомагат неговите фондации Batuz Foundation USA и Fundación Cultural Batuz Uruguay, както и сдружението Helmets for Peace e.V. в Германия.
С целенасочено постоянство Батуз създава през последните десетилетия произведения, в които линията, символизираща „границата“, играе първостепенна роля. Работи с много различни материали, но визията му за един мирен свят на съвместно съществуване винаги остава същата.
Батуз изхожда от абстрактен, философски свят, чиито идеи се стреми да приложи на практика – да не останат само във въображението, а да се даде на света нова реалност. Бори се за преодоляване на границите, не толкова физически, колкото онези в умовете на хората, които възпрепятстват мирното съжителство в света.